# Fluorotreonina transaldolasi
La fluorotreonina transaldolasi è un enzima appartenente alla classe delle transferasi, che catalizza la seguente reazione:
L-treonina + fluoroacetaldeide ⇄ acetaldeide + 4-fluoro-L-treonina
L'enzima richiede piridossalfosfato ed è in grado di convertire cloroacetaldeide in 4-cloro-L-treonina. A differenza della glicina idrossimetiltransferasi (numero EC 2.1.2.1), non è in grado di utilizzare la glicina come substrato.